# Aztlán 5ta. Sección
Aztlán 5ta. Sección är en ort i Mexiko.   Den ligger i kommunen Centro och delstaten Tabasco, i den sydöstra delen av landet, 700 km öster om huvudstaden Mexico City. Aztlán 5ta. Sección ligger 4 meter över havet och antalet invånare är 689.
Terrängen runt Aztlán 5ta. Sección är mycket platt. Runt Aztlán 5ta. Sección är det ganska tätbefolkat, med 67 invånare per kvadratkilometer. Närmaste större samhälle är Buena Vista 1ra. Sección, 11,4 km väster om Aztlán 5ta. Sección. I omgivningarna runt Aztlán 5ta. Sección växer huvudsakligen savannskog.